# Rougarou
El Rougarou (pronunciat de forma alternativa com Roux-Ga-Roux, Rugaroo, o Rugaru), és una criatura llegendària en les comunitats franceses, connectades a les nocions europees del "home-llop".
Les històries de la criatura coneguda com a rougarou són tan diverses com les formes de dir el seu nom, encara que totes elles estan connectades a les cultures franceses a través d'un derivat comú, la creença en la Loup-garou. Loup és la paraula francesa per a Llop, i garou (garulf) és un home que se transforma en animal.